# مقاومة تهامة
مقاومة تهامة هي مجموعة مسلحة تشكلت من قبل السكان المحليين في اليمن وبالتحديد في منطقة تهامة. تهدف المجموعة إلى السيطرة على منطقة تهامه التي تمتد من ميدي شمالًا إلى المخا جنوبًا من اليمن من يدِ الحوثيين. تشكلت المجموعة في عام 2014 عندما استولى الحوثي على محافظة الحديدة وبقية مناطق تهامه اليمن. . شاركت المجموعة في كانون الأول/ديسمبر 2017 في هجوم الحديدة إلى جانب الإمارات العربية المتحدة، السعودية، قوات هادي ومقاتلي حركات الجنوب. تربطُ المجموعة علاقة وثيقة مع طارق صالح بالإضافة إلى ألوية العمالقة الجنوبية.